# Joachim Marx
Joachim Jerzy Marx (Gleiwitz, 31 agosto 1944) è un ex calciatore polacco, di ruolo attaccante.

## Carriera
Con la Nazionale polacca ha vinto i Giochi olimpici 1972.

## Palmarès

### Giocatore

#### Club
- Campionato polacco: 2

Ruch Chorzow: 1973-1974, 1974-1975
- Coppa di Polonia: 1

Ruch Chorzow: 1973-1974

#### Nazionale
- Oro olimpico: 1

Monaco di Baviera 1972
- Argento olimpico: 1

Montréal 1976